# With bells on
With bells on is een kerstnummer dat werd geschreven door Dolly Parton. Het nummer komt voor op een album van haar met Kenny Rogers, Once upon a Christmas uit 1984.
Er verschenen covers van verschillende Scandinavische artiesten en van RuPaul & Michelle Visage. Daarnaast is het in 1985 naar het Zweeds vertaald door Ola Ehk onder de naam När som klockar klinger (Wanneer de bellen klingelen). Deze versie is onder andere door Stig Lorentz en Lasse Stefanz op een album verschenen.